# Renzong
Imperador Renzong (Kaifeng, 30 de maio de 1010 – Kaifeng, 30 de abril de 1063) foi o quarto imperador da dinastia Song da China. Seu nome era Zhao Zhen (趙禎). Reinou entre 1022 e 1063. Renzong foi também o filho do Imperador Zhenzong.
A política oficial da dinastia Song na época era o pacifismo o que causou um debilitamento na organização militar. Xia ocidental (西夏) aproveitou este debilitamento organizando enfrentamentos em pequena escala contra a China Song por suas fronteiras.